# Paulo Portas
Paulo Sacadura Cabral Portas (ur. 12 września 1962 w Lizbonie) – portugalski dziennikarz i polityk, przewodniczący Centrum Demokratyczno-Społecznego – Partii Ludowej (1998–2005, 2007–2016). Minister obrony narodowej i spraw morskich w XV i XVI gabinetach (2002–2005). W latach 2011–2013 minister spraw zagranicznych w pierwszym rządzie Pedra Passosa Coelho, od 2013 do 2015 wicepremier w tym gabinecie, a w 2015 wicepremier w drugim rządzie Pedra Passosa Coelho.

## Życiorys
Urodził się w rodzinie architekta Nuno Portasa i dziennikarki Heleny de Sacadura Cabral. Uczęszczał do prowadzonej przez jezuitów szkoły średniej Colégio de São João de Brito. Magisterium uzyskał na Wydziale Prawa Portugalskiego Uniwersytetu Katolickiego. W 1977 podjął współpracę z pismem „O Tempo”. Później był m.in. redaktorem gazet „A Tarde” i „O Semanário”. Należał do młodzieżówki Partii Socjaldemokratycznej (PSD). Na początku lat 90. razem z Miguelem Estevesem Cardoso założył gazetę „O Independente”, krytykującą rządy PSD i demaskującą ówczesne afery gospodarcze.
W 1995 został wybrany na posła do Zgromadzenia Republiki. Trzy lata później stanął na czele Centrum Demokratyczno-Społecznego – Partii Ludowej. Od 1997 do 2001 sprawował mandat radnego Oliveira de Azeméis. W 1999 uzyskał miejsce w Parlamencie Europejskim, został wybrany na wiceprzewodniczącego grupy Unii na Rzecz Europy Narodów oraz Komisji ds. Socjalnych i Zatrudnienia. Z PE odszedł po kilku miesiącach na rzecz pracy w krajowym parlamencie, do którego został wybrany w tym samym roku. Dwa lata później był kandydatem CDS/PP na urząd burmistrza Lizbony.
W 2002 wprowadził swoją partię do koalicji rządowej z PSD. Od 2002 do 2005 sprawował funkcję ministra obrony narodowej oraz obrony narodowej i spraw morskich w XV i XVI gabinetach PSD-CDS/PP. Po przegranych przez partie centroprawicowe wyborach w 2005 podał się do dymisji z funkcji przewodniczącego CDS/PP, ustępując na rzecz José Ribeiro e Castro. W 2007 powrócił na stanowisko przewodniczącego partii. Jako deputowany był wybierany do Zgromadzenia Republiki z okręgu wyborczego Aveiro również w 2002, 2005, 2009 i 2011.
21 czerwca 2011 objął funkcję ministra spraw zagranicznych w rządzie Pedra Passosa Coelho. 24 lipca 2013 ustąpił z urzędu, został wówczas wicepremierem koalicyjnego gabinetu. W wyborach w 2015 uzyskał mandat poselski w okręgu lizbońskim. 30 października 2015 utrzymał funkcję wicepremiera w drugim rządzie dotychczasowego premiera. Zakończył urzędowanie wraz z całym gabinetem 26 listopada 2015. W marcu 2016 na funkcji przewodniczącego ludowców zastąpiła go Assunção Cristas. Odszedł także z portugalskiego parlamentu.
Jego bratem był Miguel Portas.

## Odznaczenia
W 2012 odznaczony Krzyżem Komandorskim z Gwiazdą Orderu Zasługi Rzeczypospolitej Polskiej. W 2014 otrzymał Krzyż Komandorski Orderu Gwiazdy Rumunii.